# Montefano
Montefano es una localidad y comune italiana de la provincia de Macerata, región de las Marcas, con 3594 habitantes.

## Evolución demográfica
| Gráfica de evolución demográfica de Montefano entre 1861 y 2001 |
|                                                                 |
| Fuente ISTAT - elaboración gráfica de Wikipedia                 |

## Celebridades
- El papa Marcelo II nació aquí.